# Marie Farge
Pour les articles homonymes, voir Farge.
Marie Farge, née le 12 mars 1953, est une mathématicienne et physicienne française. Elle est directrice de recherche au CNRS et à l'École normale supérieure.

## Biographie
Marie Farge a commencé sa carrière par un stage au CEA sur la physique des plasmas et la fusion contrôlée de 1973 à 1975. Elle a obtenu un master de physique en 1977 à l'université Stanford puis son doctorat de 3e cycle en physique à l'université Paris-VII. Elle a ensuite effectué un postdoc en 1980/81 à l'université Harvard, avant d'obtenir un poste au CNRS, à l'ENS. En 1987, elle a obtenu son doctorat d'État en mathématiques, sous la direction de Robert Sadourny.
Elle s'intéresse aux non-linéarités, à la turbulence en hydrodynamique et en physique des plasmas, ainsi que leur modélisation et simulation, notamment à l'aide d'ondelettes.

## Engagement politique
Sa participation au comité d'éthique du CNRS lui a fait découvrir les relations entre les chercheurs, les bibliothèques universitaires et les maisons d'édition scientifiques.
Ceci la pousse à rejoindre le mouvement de l'accès ouvert en lançant avec d'autres scientifiques un appel au boycott d'Elsevier, The Cost of Knowledge.